# Swartzia latifolia
Swartzia latifolia är en ärtväxtart som beskrevs av George Bentham. Swartzia latifolia ingår i släktet Swartzia och familjen ärtväxter.

## Underarter
Arten delas in i följande underarter:
- S. l. latifolia
- S. l. sylvestris